# ダイムバッグ・ダレル
ダレル・ランス・アボット（Darrell Lance Abbott, 1966年8月20日 - 2004年12月8日）は、元パンテラ、元ダメージプランのギタリスト。アメリカ・テキサス州アーリントン出身。ダイムバッグ・ダレル（Dimebag Darrell）の名前で活躍していたことで知られている。
在籍した両バンドのドラマー、ヴィニー・ポールは兄である。
1994年に発売されたパンテラの「ファー・ビヨンド・ドリヴン」以降、「ダイアモンド・ダレル」から「ダイムバッグ・ダレル」に改名した。ちなみに「ダイムバッグ」は、「10ドル相当のマリファナ」という意味で遊びの入った名前である。
2011年、「ローリング・ストーンの選ぶ歴史上最も偉大な100人のギタリスト」において第92位。

## 経歴
彼の父親はカントリーの作曲家で、テキサスのパンテゴという町にレコーディング・スタジオを所有していた。そしてそこで彼は多くのブルース系ギタリストの演奏を聴き、その影響は多くのパンテラの曲に反映されている。12歳の時にギターを弾き始め、「スモーク・オン・ザ・ウォーター」をマスターしたのをきっかけに、本格的にギターの世界に足を踏み入れるようになる。主に影響を受けたギタリストとしては、エドワード・ヴァン・ヘイレンやエース・フレーリー等を挙げていた。
若くして州全体のギター・コンテストで7回ほど賞を受賞、16歳の頃になると「コンテスト荒らし」の異名を取るようになり、最終的には主催者側からコンテストへの出場を禁止され、その代わりに審査員を頼まれたという経緯から、当時からギターの上手さは群を抜いていたと言える。これらのコンテストで獲得した景品の中には、後にパンテラでトレードマークとなる稲妻ペイントのディーン製ギター、ランドールのアンプ、ジャクソンやESPのギター等があった。
90年代よりパンテラの人気が高まるに連れ、ギター雑誌の広告や読者投票で紙面に頻繁に登場するようになり、ヘヴィメタルギタリストの人気投票でも常に上位にランクインした。長期間にわたって雑誌「ギター・ワールド」のコラムを著し、それは「リファー・マッドネス」として出版された。
ダイムバッグと彼の兄であるヴィニー・ポールは、パンテラが解散した後にパトリック・ラックマン、ボブ・ジラと新たなバンド、ダメージプランを結成し、彼らのデビューアルバムは2004年のチャートで38位にランクインした。
赤く染めた胸まで届くほどの長いヒゲがトレードマークであり、パンテラのライブには毎回必ず一人は彼のようにヒゲを伸ばした観客がいたという。また、彼がヒゲをピンクにしているのを真似している観客も多数いた。

### 悲劇的な最期
2004年12月8日、ダレルはオハイオ州コロンバスの「アルロサ・ヴィラ」というナイトクラブで、ダメージプランのパフォーマンス中に殺害された。犯人はオハイオ州メアリーズヴィル（コロンバス郊外）出身で25歳の元海兵隊員、ネイサン・ゲール（Nathan Gale）という男である。
コンサートが始まってすぐの午後10時頃、男はナイトクラブに入って来た。そのまま下手（ステージの左側）から入って反対側の上手（ステージの右側）まで進み、至近距離から9mmベレッタM92FSでダレルの頭部にめがけて発砲した。あまりに唐突な事件であったため、誰もこの最悪の事態を回避することができず、またオーディエンスの中にはパフォーマンスの演出と勘違いする者もいたという。さらに、近くにいた客を人質にして男はピストルを乱射し、合計15発もの弾丸を発射、ダレルはそのうち3発を撃ち込まれて即死した（その後の司法解剖で、3発目が致命傷だったと判明）。他にも客、警備員、クラブの従業員の計3人がこの時の発砲で死亡し、客やバンドのメンバーら7人が負傷している。ネイサン本人も、直後に駆けつけた警察官によって射殺されたため、事件の真相は謎のままである（彼に捕まっていた人質は助かっている）。事件の一部始終はステージ内のカメラおよびナイトクラブの防犯カメラにより記録されており、一部がテレビで放送されている。
彼の自宅からは、“ダレルがパンテラを解散させた”ことを恨んでいたと記された日記が発見され、事件中にもそうした内容の言葉を叫んでいたという証言がある（さらに「パンテラの曲は俺が書いた物で奴等が盗作した」と友人に度々語っていたとも言われている）。後に、ネイサンがかつて統合失調症によって精神病院に入退院を繰り返していた事も明らかになった。その凶行に使用したピストルは、彼の母親からプレゼントされた物であった。
この事件は、ロック界全体に大きな衝撃と悲しみを与え、ザック・ワイルドやケリー・キングなど親交のあった多くのプレイヤーが悲痛なコメントを残している。後にダメージプランのメンバーは、チャリティーライヴを行い、この他にも追悼イベントが開催された。しかし、会場に来ていた旧パンテラのベーシストレックス・ブラウンは入場を断られ、ヴォーカルのフィル・アンセルモも遺族から来場を事前に断られていた。フィルはこの事件によるショックにより、引退を匂わせるコメントを寄せ、その後暫く"DOWN"で活動再開するまで音楽シーンから姿を消してしまう。
後に、遺族がセキュリティ上の不備からこの事件が発生した物と断定、アルロサ・ヴィラを提訴（民事損害賠償）している。現在、ダメージプランのパトリック・ラックマンは、この事件に触れる事は少なく、「BURRN!」誌のインタビューに対し、「もうあの事件から遠ざかりたいんだよ」とこぼしている。

## 音楽性
パンテラでは変則チューニングを採用し、重い音を出すことに成功している。以下、ダレル本人による証言によると
また、彼のギターテックによると、全弦半音下の音からみて40セント上にチューニングされており（例えば6弦の場合はD♯プラス40セント、1/4音下げに近い）、これを基準としたドロップチューニングや全弦1音下げチューニング等も使用した。
パワーメタルを得意とする一方でブルースやジャズへの造詣も深く、ソロを弾く時の左手の形はいわゆる「クラシック形式」といわれる、親指をネックの表側に出さないスタイルである。これは彼の父親譲りで、ランディ・ローズのポスターを見て覚えたとも話している。また、ソロの速弾きにはハンマリングやプリングなどのレガートを多用する。速弾きだけでなく、ワーミーを用いたトリッキーなソロ、ミドルテンポのブルージーなソロなど、テクニカルでかつ幅の広い演奏力を誇り、メタルでは通常用いられないスライドバーを駆使したソロも見受けられる。
ダレルはトレモロアームを多用し、「ハーモニクススクウィール」と呼ばれるエレキギターのハーモニクス音を自在に操り、あたかもワーミーペダルを使用しているのではないかと思うほどの強烈な超高音域の音を出すのを得意としている。また、その際通常はアームをピックアップ側に向けて使用するがダレルはボディーエンド側に向けて使用する。

## 機材

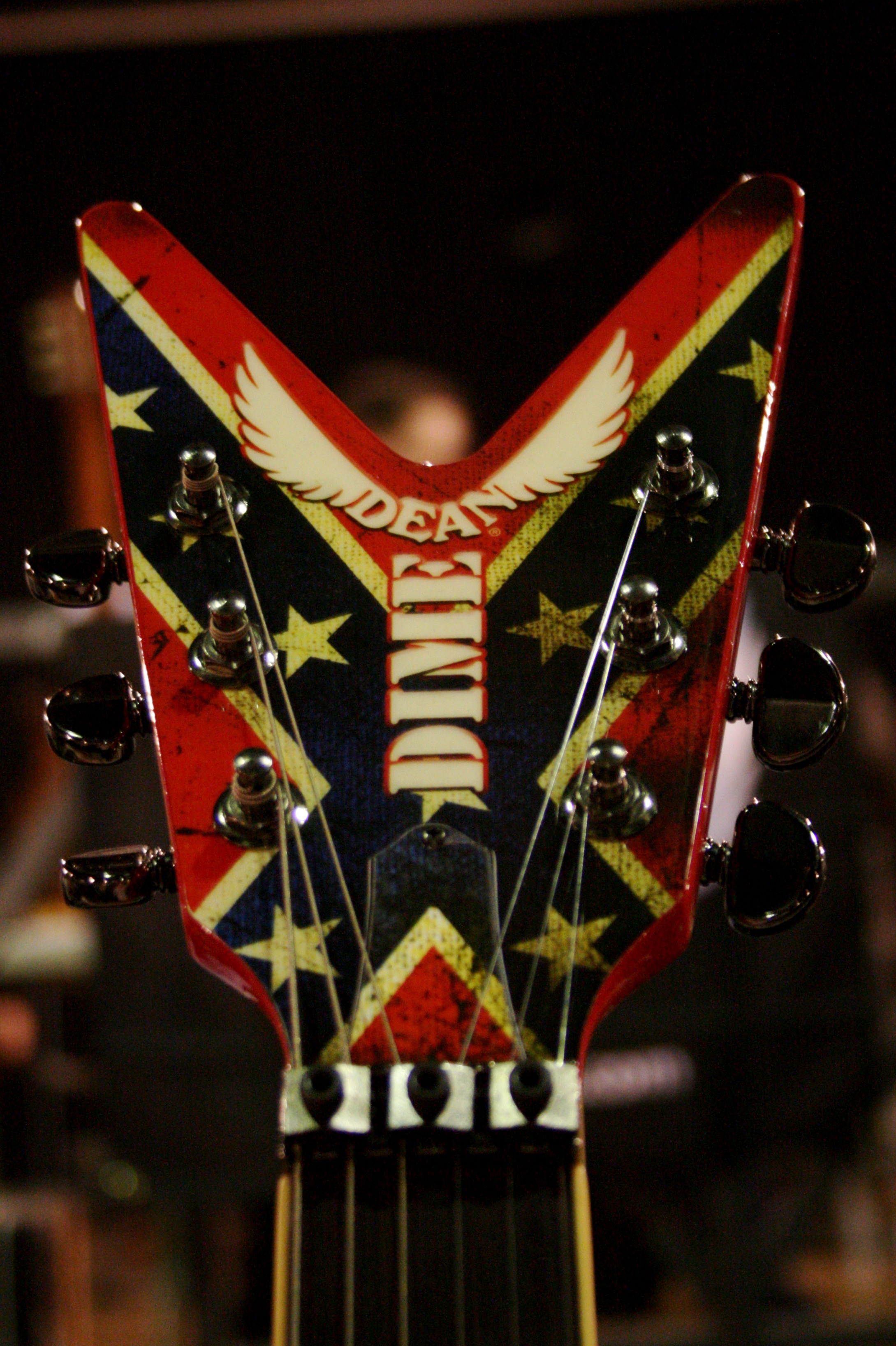
ディーン製・ダイムバッグモデルのヘッドストック

主にディーン製のギターを使用した。中でも稲妻ペイントの施されたML "The Dean From Hell" とタバコ・サンバースト・タイプの "Rock And Roll Over" はパンテラ初期から使用していた。
ダレルは長らくDEAN社製のギター「ML」を使用していたが、ワッシュバーン社製のオリジナル・モデルへと移行していた期間もある。
死後、"RAZORBACK"（レイザーバック）という自身のモデルをデザインし、ディーンに製作を依頼していたことが明らかになった。本人が完成型を手に取ることはあったものの実際に使用することはなかったRazorbackは、親友のザック・ワイルド、エディ・ヴァン・ヘイレン他数々のアーティストに引き継がれ、現在も様々なバリエーションが市販されている。
ダレルのその他ギターのネックナット近辺には、98年頃より黒のビニールテープが巻かれている。これはこの部分での不要な弦の共振を抑えるため。

### ML「The Dean From Hell」
この“稲妻”ギターはダレルがコンテストで勝ち取ったもので、一度車を買うために手離したが、彼の友人のギタークラフトマンが再び取り戻した。その時は実はまだマルーン（栗色）だったが青地に稲妻のペイントを施し最終的にダレルに戻ってきた。そのためか長年愛用している。ちなみにこのギターは元々チューン・O・マティック・タイプのブリッジだったが、ダレルの知人がカスタマイズしてフロイド・ローズのトレモロ・ユニットを搭載した。このギターのネックは彼ならではの激しいプレイスタイルや、ギターテクの扱いが悪かったためボディやネックの裏側の塗装が剥げ落ち、計27回折っている。その後ワッシュバーン製の彼のモデルにはネックの部分に補強材が入れられている。

### ピックアップ
ダレルの初期のディーン時はピックアップは、フロントがディマジオ "Super Distortion", リアがビル・ローレンス "L-500XL"。
ワッシュバーン "DIME3" 時はフロントは、セイモア・ダンカンの59" をマウント、後期の "DIME3ST" 時にはセイモア・ダンカンの "Dimebucker" を誕生させマウントさせている。セイモア・ダンカンは彼の音楽とファンに敬意を表し、今後も"Dimebucker"の生産を継続すると表明している。

### エフェクター・弦
ジム・ダンロップ社より、彼のモデルの "DD-11 DIME DISTORTION"（ディストーション）、"DB-01 DIMEBAG WAH"（ワウペダル）がMXRブランドで発売されている。また、同社製のザック・ワイルドモデルの "ZW-44 [WYLDE OVERDRIVE]" も使用していた。
弦は基本的にDRのレギュラー・ゲージであるが、メジャーアルバム第4作『激鉄』のレコーディング時からは0.09～0.46を使用。

### アンプ
ランドールのアンプを長らく使用しており、ダレルと言えばランドール、ランドールといえばダレルというイメージが出来上がっていたといっても過言ではないほどである。ランドールの特徴としてはパワーアンプに真空管を使用しないソリッドステート型のアンプであることが挙げられるが、ダレル自身も「ビルから落としたってビクともしない」と絶賛していた。しかし実はそのダレルも真空管（チューブ）型のアンプ (KRANK) へ鞍替えしようとしていたという事実が彼の死後に明らかになっている。